# Tapirapé
Tapirapé är ett ursprungsfolk i Brasilien som lever i norra Mato Grosso i området mellan floderna Araguaia och Xingu.    
Uppgifter om tapirapé bygger till stor del på texter som skrivits av antropologerna Herbert Baldus (1899–1970) och Charles Wagley (1913–1991) samt av en grupp kallad Little Sisters of Jesus, vilka är nunnor som har varit involverade med tapirapé sedan 1953.

## Ursprung och utbredning
Wagley spekulerade i att tapirapé härstammar från tupinamba, en tupigrupp, som bebodde delar av Brasiliens kust år 1500, eftersom båda grupperna talar tupi-språket, ett av tupí-guarani-språken. När européerna spred sig i landet flyttade ursprungsfolken inklusive tupinamba inåt landet. Runt sekelskiftet 1900 fanns fem tapirapébyar med en befolkning på omkring 1 500 personer, utspridda mellan longitud 50 och 51.
Sporadisk kontakt med utomstående inleddes först ca 1910, vilket bland annat ledde till att tapirapé fick tillgång till handelsvaror som järnredskap. Med dessa kontakter följde sjukdomar såsom mässling, påssjuka och förkylning. Den amerikanska forskaren Elizabeth Kilgore Steen tillbringade en natt i byn Tampitawa, en av de fem Tapirapé-byarna, år 1930. Hon återvände med flera föremål, vilka nu finns på Museum of the American Indian i Washington, D.C. men några av dessa finns även i Sverige på Världskulturmuseet i Göteborg.
År 1939 hade epidemier och konflikter med grannfolk minskat tapirapé till endast 187 personer i en enda by, Tapiitawa. År 1953 återstod bara 51 individer. Samma år påbörjade Little Sisters of Jesus sitt arbete bland dem, och den brasilianska regeringen inrättade en närliggande post för Indian Protection Service. Befolkningen började återhämta sig och hade 1976 ökat till 136 personer.

## Ekonomiskt system
Tapirapés traditionella försörjning var svedjejordbruk, jakt och fiske. Skogsmark röjdes och brändes för att skapa bördig jord, som sedan odlades en eller två gånger innan en ny plätt röjdes. Varje långhus, där fyra till fem familjer (släkt genom moderns sida) bodde, ägde en trädgård. Jordbruksprodukter och jaktbyten delades dock ofta med andra hushåll.
Föremål såsom verktyg, hängmattor, korgar och pärlband ägdes individuellt. Det fanns flera sätt att fördela dessa föremål. Shamaner och barnmorskor fick ofta betalt med varor, vilket även användes vid fredsförhandlingar. En årlig gåvoutbytesceremoni användes för att dela med sig till de mindre lyckligt lottade. Under denna ceremoni fick alla män i byn möjlighet att dricka "dålig kawi", en dryck som framkallar kraftigt illamående. De rika valde oftast att avstå men var då tvungna att ge gåvor till de som drack. De fattigare drack ofta för att få ta emot dessa donationer.

## Social organisation
Varje långhus hade en ledare, men dessa ledare bildade inget byråd och valde inte heller någon byhövding. Långhusen var placerade i en oval formation runt Takana – en sorts männens klubb, där de sex fågelsällskapen höll till. Varje sällskap var uppkallat efter en fågelart. Män tillbringade en del av dagen i Takana. Medlemskap i ett Fågelsällskap gick i arv från föräldrarna, vilket innebar att människor från olika långhus blandades och fick möjlighet att integreras. Fågelsällskapen organiserade gruppjakter och gemensamma expeditioner för att röja odlingsmark.
Både män och kvinnor tillhörde även Festgrupper, som användes för matdelning på byns torg. Efter giftermål flyttade män in hos sina hustrurs familjer. Sexuella relationer fortsatte ofta efter graviditeten, även med andra män än maken, eftersom man trodde att barnet blev starkare med mer sperma. Tapirapé var en av få ursprungsbefolkningar där vuxna män kunde ha jämlika homosexuella relationer, utan att någon behövde ta en kvinnas roll.
Barn hade stor frihet. När pojkar blev tonåringar kunde de börja besöka Takana. En initiationsceremoni hölls när de blev unga vuxna.
Tapirapé tillämpade strikt befolkningskontroll. Inget par fick ha fler än tre barn, och aldrig mer än två av samma kön. Om fler barn föddes, utfördes omedelbar infanticid (barnamord). Deras förklaring till denna policy var ekonomisk – med deras teknologi och försörjningssätt uppskattade de att ingen man kunde försörja och ta hand om mer än tre barn.

## Kroppslig estetik
Tapirapé bar inga kläder i vardagen. Män bar dock en liten konformad täckning över förhuden. Kvinnor satt och hukade sig med benen ihop. Både kvinnor och män målade sina kroppar med olika mönster beroende på ålder och kön. Vid speciella ceremonier och danser bar de kjolar, fot- och handledsband.

## Religion
Tapirapé-religionen var baserad på shamanism. De trodde att deras shamaner kunde kommunicera med olika andar, som kunde vara både vänliga och fientliga. Andarna ansågs bo i Takana på en cyklisk basis och var kopplade till ett visst Fågelsällskap. När en ande var närvarande, klädde sig två medlemmar av det motsvarande Fågelsällskapet i en speciell mask och kläder tills hela kroppen var täckt. De dansade sedan runt byn och fick "god kawi" (en manioc-baserad dryck) från varje långhus.
Shamaner kallades in för att bota sjukdomar. De drack stora mängder tobak för att försätta sig i ett transliknande tillstånd, blåste rök på den sjuke och masserade kroppen för att få ut onda andar eller föremål. Om flera släktingar dog av sjukdom, kunde en shaman anklagas för häxeri och ibland dödas av de drabbade familjerna.
Shamaner kallades även in för att ge ett barn dess själ vid födseln genom drömmar i trans. De renade även jordbruksprodukter och jaktbyten. Efter döden gick shamaner till shamanernas by.
Tapirapé hade en rik mytologi. Kulturhjältarna var ofta starka shamaner, som enligt berättelserna hade utfört viktiga tjänster för folket.